# Cladius aeneus
Cladius aeneus är en stekelart som beskrevs av Ernst Gustav Zaddach 1859. Cladius aeneus ingår i släktet Cladius, och familjen bladsteklar. Arten är reproducerande i Sverige.